# Віоланта Беатриса Баварська
Віоланта Беатриса Баварська (нім. Violante Beatrix von Bayern; італ. Violante Beatrice di Baviera; 23 січня 1673, Мюнхен, Баварське курфюрство — травень 1731, Флоренція, Велике герцогство Тосканське) — принцеса з дому Віттельсбахів, герцогиня Баварська; в шлюбі — велика принцеса Тосканська. Овдовівши, отримала в управління Сієну, якою правила з 1717 по 1730 рік. При ній були остаточно встановлені кордони сімнадцяти районів цього міста. Політична діячка та меценатка.

## Біографія

### Ранні роки і шлюб

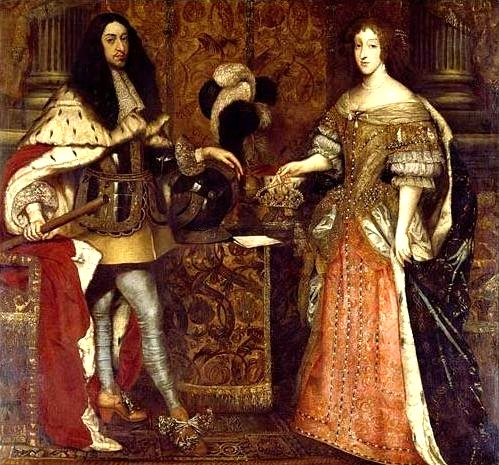
Батьки Віоланти Беатриси. Себастьяно Бомбелли, 1666 рік

Віоланта Беатриса Баварська народилася 23 січня 1673 року в мюнхенському палаці Німфенбург в сім'ї курфюрста Баварії Фердинанда Марії та його дружини Генрієтти Аделаїди Савойської. Через свого батька дівчинка була нащадком відразу двох імператорів Священної Римської імперії: Фердинанда I, дочка якого Анна, приходилася батькові Віоланти Беатриси прабабусею по чоловічій лінії, і Фердинанда II, який доводився Фердинанду Марії дідом по матері. По лінії матері вона була онукою герцога Савойського Віктора Амадея I і Марії Крістіни Французької, яка була другою дочкою короля Франції Генріха IV і Марії Медичі; крім того, також по жіночій лінії Генрієтта Аделаїда була прапраонукою імператора Фердинанда I. Дівчинка була молодшою дитиною з восьми дітей в сім'ї, проте крім Віоланти Беатриси зрілого віку досягли лише двоє синів і дочка. Єдина сестра Віоланти Беатриси, Марія Анна Вікторія Баварська, яка згодом стала дружиною французького дофіна Людовика; брати принцеси, Максиміліан Емануель і Йосип Клеменс, стали курфюрстом Баварії і архієпископом Кельна відповідно.
Віоланта Беатриса вважалася завидною нареченою, оскільки курфюрство її батька було одним з наймогутніших в імперії. Тому на початку 1688 року великий герцог Тосканський Козімо III Медічі зробив спробу одружити на ній свого старшого сина і спадкоємця Фердінандо. Ще однією метою цього шлюбу було поліпшення відносин між Мюнхеном і Флоренцією, які були натягнутими через невдалу фінансову угоду, в яку Фердинанда Марію декількома роками раніше втягнув батько Козімо Фердінандо II.
Для того, щоб дістати для свого сина руку Віоланти Беатриси, Козімо пообіцяв відшкодувати кошти, втрачені покійним Фердинандом Марією через Фердінандо II Медічі його синові Максиміліану. 24 травня 1688 року був підписаний шлюбний договір, яким було надано Віоланті Беатрисі, як придане чотириста тисяч талерів готівкою і стільки ж у вигляді ювелірних виробів. 21 листопада того ж року в Мюнхені був укладений шлюб за дорученням, а 9 січня 1689 року відбулася шлюбна церемонія, на якій були присутні наречений і наречена. Весільні урочистості відбулися в палаццо Медічі-Ріккарді у Флоренції. Віоланта Беатриса була зачарована чоловіком, але він не мав до неї теплих почуттів. Козімо не поділяв думки сина і говорив, що «ніколи не знав і не думає, що світ може зробити когось більш ідеальним», ніж принцеса.

### Велика принцеса

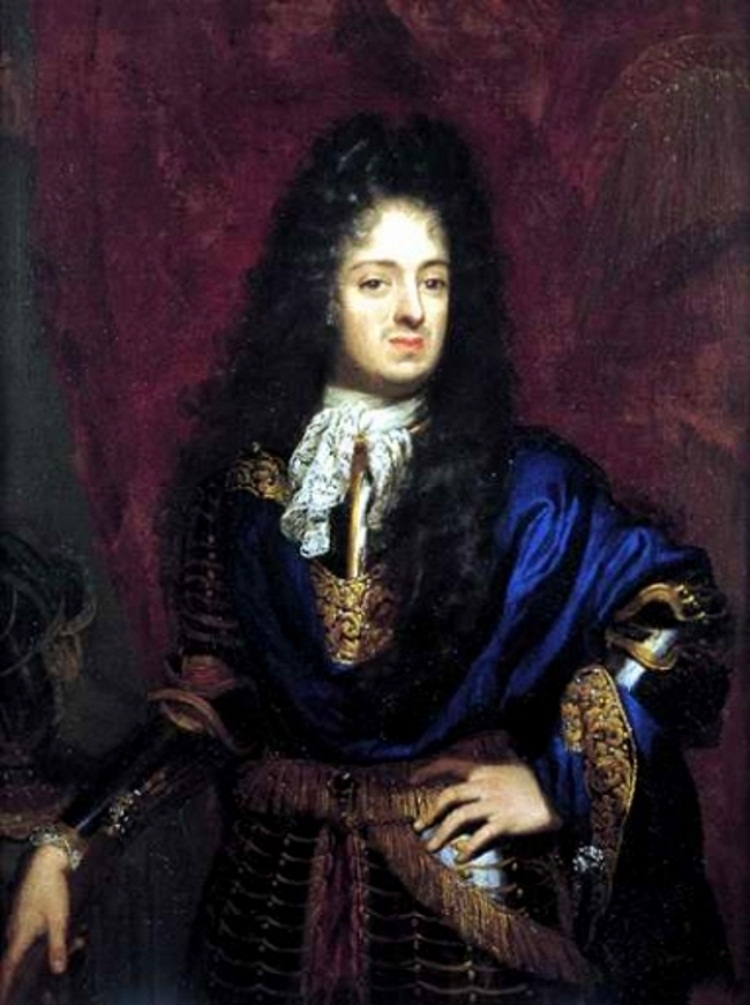
Чоловік Віоланти Беатриси

Відсутність у подружжя нащадків після шести років шлюбу турбувало великого герцога. У квітні 1694 року він замовив проведення церковних обрядів протягом трьох днів з проханням про народження дитини у великого принца і великої принцеси. Всі надії дочекатися спадкоємця зникли, коли Фердінандо Медічі в 1696 році заразився сифілісом під час карнавалу у Венеції; сімнадцять років по тому саме ця хвороба стала причиною його раптової смерті. Віоланта Беатриса тим часом впала в депресію, з якої їй допоміг вийти її дівер і близький друг Джан Гастоне. Принцеса рідко показувала емоції, але відомий один випадок, коли в присутності своїх фрейлін принцеса висловила свої почуття по відношенню до коханки Фердінандо, яку сама Віоланта Беатриса вважала причиною своїх бід. Фердінандо ж не раз відкрито говорив дружині, що вважає її «дуже нудною і непривабливою», що тільки погіршувало їх відносини.
У 1702 році Віоланта Беатриса виявилася втягнутою в протокольну суперечку між Тосканою й Іспанією. Великий герцог послав агента, на прізвище Пуччі, до двору іспанського короля Філіпа V з метою підтвердження права для великого принца і його дружини титулуватися Королівська Високість. Це право Козімо III придбав 5 лютого 1691 року в імператора Леопольда I. Король Філіп V спочатку вживав подібне звернення виключно на адресу Віоланти Беатриси, яка приходилася йому тіткою, але Пуччі вдалося домогтися від нього повного визнання королівського звання для всієї правлячої династії Медічі. Королі Філіп V Іспанський і Фредерік IV Данський зробили візити Віоланті Беатрисі в 1703 і 1709 роках відповідно. Під час зустрічі Філіп V ігнорував інших членів сім'ї Медічі, розмовляючи тільки з нею; Фредеріка IV і зовсім застали в покоях принцеси через те, що він відмовився покинути кімнату, поки принцеса змінює плаття.
31 жовтня 1713 року після довгих страждань чоловік Віоланти Беатриси помер від сифілісу. Його смерть привела до кризи в престолонаслідуванні, так як він залишив дружину бездітною, безперспективною вдовою. Незважаючи на відкриту нелюбов до неї чоловіка, Віоланта Беатриса важко переживала його втрату і довгий час відчувала себе настільки розгубленою, що заспокоїти її могли тільки лікарі. Козімо III в знак жалоби подарував їй набір синіх сапфірів. Вона вирішила повернутися на батьківщину, коли до Флоренції повернулася її недавно овдовіла зовиця Анна Марія Луїза, яка відповідно до традиції мала стати головною жінкою герцогства і з якою відносини у принцеси не складалися. Однак Козімо III був прив'язаний до невістки і щоб запобігти будь-яким сваркам між нею і дочкою в майбутньому, він призначив Віоланту Беатрису правителькою Сієни, що віддалило її від двору, і віддав їй у тимчасове володіння Віллу-ді-Лаппеджі, перетворену нею в свого роду «літературну академію». Тут вона вшановувала поетів Луккезе, Гіваніцці і Моранді. Незважаючи на фактичну відсутність Віоланти Беатриси при дворі, її відносини із зовицею все погіршувалися і, врешті-решт, принцеса відмовилася з'являтися на тих заходах, де була присутня Анна Марія Луїза.

### Правителька Сієни
Віоланта Беатриса у квітні 1717 року оселилася в центрі міста і приступила до правління Сієною. Найбільш пам'ятним актом під час її правління була реформа адміністративного поділу Сієни; кордони сімнадцяти районів міста, встановлені принцесою, діють і донині .
31 жовтня 1723 року помер великий герцог Козімо III і на трон зійшов його син, Джан Гастоне, який тут же повернув Віолану Беатрису до Флоренції, а свою сестру вислав на Віллу-ла-Квіт. Віоланті Беатрисі Джан Гастоне доручив королівський двір, а сам відійшов від громадських справ, буквально проводячи велику частину часу в ліжку. «Релігійний морок», який царював за правління Козімо III, змінився періодом переродження: Віоланта Беатриса відродила при дворі французьку моду, відправила шанувальників Екклезіаста на пенсію і опікувалася сієнськими поетами Перфетто і Баллаті. В 1725 році вона привезла в Рим Перфетто і зупинилася на віллі Мадама. У Папській області велика принцеса-вдова отримала аудієнцію у Папи Бенедикта XIII, який дарував їй Золоту Розу — знак визнання заслуг перед Святим Престолом.
Після повернення з Риму Віоланта Беатриса разом з Анною Марією Луїзою спробувала поліпшити репутацію Джана Гастоне і позбавити його від розпусного оточення. Вона організувала бенкет, на який запросила еліту тосканського суспільства, проте погана поведінка великого герцога — блювота, відрижка і грубі жарти на адресу присутніх — мало не змусили гостей встати і піти. Анна Марія Луїза не на багато перевершила принцесу: їй вдалося організувати публічну появу брата в 1729 році, на день святого Іоанна Хрестителя, однак той так напився, що назад в Палаццо Пітті його несли на носилках.
Віоланта Беариса Баварська померла 29, 30 чи 31 травня 1731 року за п'ять місяців до прибуття в Тоскану військ іспанського спадкоємця Джана Гастоне. Під час похоронної процесії катафалк з тілом принцеси зробив коротку зупинку перед палаццо Пітті; ця дія обурила Джана Гастоне і він наказав рухатися далі. Поведінка герцога обурило сучасників, які називали його «негідним низької блудниці і тим більше ніжної шляхетної принцеси». Тіло Віоланти Беатриси було віддане землі в монастирі Святої Терези у Флоренції, а серце поміщено в труну чоловіка в базиліці Сан-Лоренцо — родинній усипальниці Медічі. Коли в 1857 році знову був виявлений її саркофаг, на ньому була імператорська  печатка Наполеона I, за наказом якого тіло принцеси було перепоховано в Сан-Лоренцо. У лютому 1858 останки Віоланти Беатриси були повернуті в монастир Святої Терези.

## Герб, титулування і генеалогія

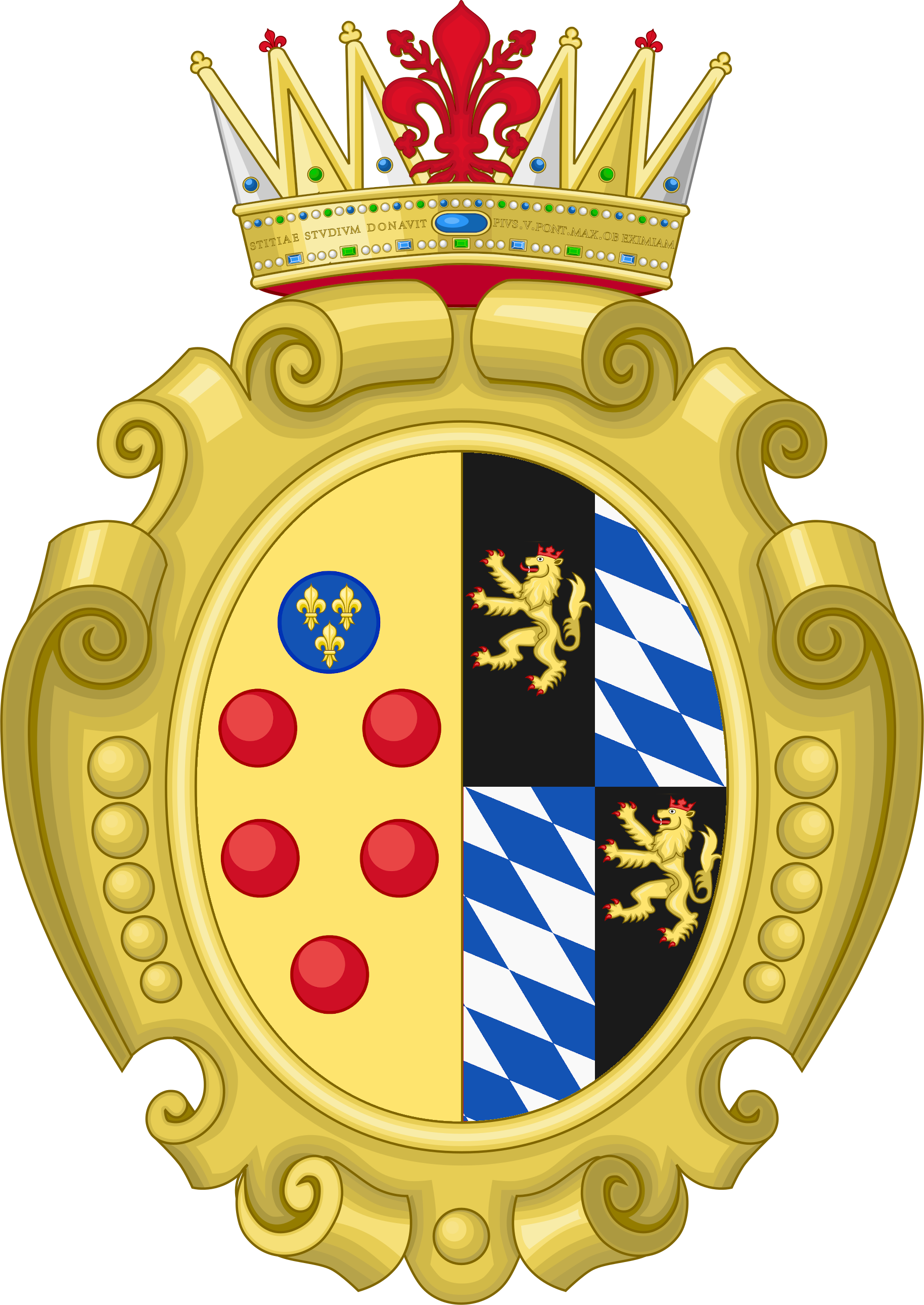

Герб Віоланти Беатріс заснований на гербі її чоловіка Фердінандо Медічі, об'єднаного з гербом її батька Фердинанда Марії, курфюрста Баварії. Щит увінчаний герцогською короною. Справа герб будинку Медічі: в золотому полі шість куль, верхня лазурова куля обтяжена трьома золотими ліліями, інші кулі червені. Зліва герб курфюрстів Баварії: в 1-й і 4-й частинах косий веретеноподібний розподіл на срібло і блакить [Виттельсбахи]; у 2-й і 3-й частинах в чорному полі золотий, коронований і озброєний червлений повсталий лев [Курпфальц].

### Титули
- 23 січня 1673 — 9 січня 1689: Її Світлість принцеса Віоланта Беатриса Баварська, герцогиня Баварії
- 9 січня 1689 — 5 лютого 1691: Її Високість велика принцеса Тосканська
- 5 лютого 1691 — 31 жовтень 1713: Її Королівська Високість [12] велика принцеса Тосканська
- 31 жовтня 1713 — 12 квітень 1717: Її Королівська Високість вдовствующая велика принцеса Тосканська
- 12 квітня 1717 — 30 травень 1731: Її Королівська Високість правителька Сієни